# Demna (projektant)
Demna właśc. Demna Gwasalia (gruz. დემნა გვასალია; ur. 25 marca 1981 w Suchumi) – gruziński projektant mody, dyrektor kreatywny marki Balenciaga oraz współzałożyciel marki Vetements.

## Życiorys
Urodził się w Gruzji w Suchumi, jego ojciec jest Gruzinem a matka Rosjanką. W wieku 12 lat przeniósł się z rodziną do Tbilisi z powodu wojny w Abchazji. Przez cztery lata studiował ekonomie międzynarodową na Tbiliskim Uniwersytecie Państwowym a następnie studiował na Akademii Sztuk Pięknych w Antwerpii, gdzie w 2006 uzyskał tytuł magistra z projektowania mody. 

## Kariera
W 2006 rozpoczął współpracę z holenderskim projektantem Walter Van Beirendonck. W latach 2009–2013 współpracował z marką Maison Margiela, gdzie odpowiadał za damskie kolekcję ubrań. W 2013 pracował dla marki Louis Vuitton.

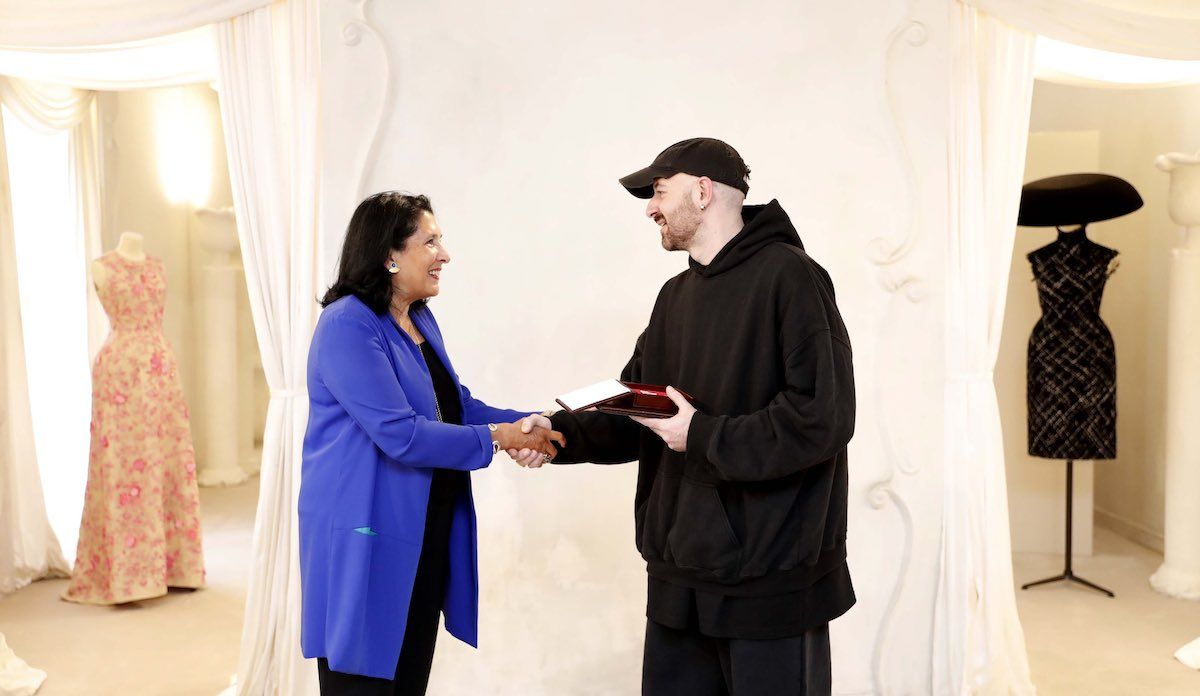
Demna z prezydentem Gruzji Salome Zurabiszwili

W 2014 wraz ze swoim bratem Guramem Gwasalią założył markę Vetements, której pierwsza damska kolekcja została zaprezentowana podczas Paris Fashion Week. Po wydaniu trzech kolekcji marki Vetements wraz z bratem został nominowany do nagrody przez LVMH w kategorii Young Fashion Designer Prize.W 2015 został dyrektorem kreatywnym marki Balenciaga, zastępując na tym stanowisku Alexandra Wanga.
W 2021 pojawił się podczas Met Gali z celebrytką Kim Kardashian. Tego samego roku został odznaczony przez prezydent Gruzji Salome Zurabiszwili Orderem Honoru. W 2022 został odznaczony ukraińskim Orderem Za zasługi. W listopadzie 2022 podjął decyzję o wycofaniu wakacyjnej kampanii Balenciagi z powodu oskarżeń w kierunku marki o promowanie wykorzystywania dzieci oraz pedofilię.
W 2025 został oznaczony francuskim Orderem Sztuki i Literatury przez minister kultury Rachidę Dati.

## Życie prywatne
Jest gejem. Od 2017 zamężny z muzykiem Loïkem Gomezem. 